# Andreas Däscher
Andreas Däscher (* 9. Juni 1927 in Clavadel, Davos; † 4. August 2023 in Meilen) war ein Schweizer Skispringer.

## Werdegang
Däscher begann 1943 mit dem Skispringen. Im Alter von 20 Jahren nahm er erstmals an den Olympischen Winterspielen 1948 in St. Moritz teil. Dabei erreichte er im Springen von der Normalschanze den 17. Platz. Bei der Skiflugwoche in Oberstdorf 1950 belegte er den 2. Platz mit einer Bestweite von 130 Metern. Diesen Erfolg konnte er 1953 in Bad Mitterndorf und 1958 in Oberstdorf wiederholen. 1952 erreichte er bei den Olympischen Winterspielen in Oslo punktgleich mit dem Jugoslawen Janez Polda den 16. Platz. Kurz vor den Spielen war Däscher auch erstmals bei der Vierschanzentournee angetreten und erreichte in Innsbruck den 21. Platz. Am 8. Januar 1955 wurde er in Bischofshofen am Ende 13. Bei den Olympischen Winterspielen 1956 und der damit verbundenen Nordischen Skiweltmeisterschaft in Cortina d’Ampezzo konnte Däscher erstmals unter die besten zehn springen und erreichte den 6. Platz. Am 29. Dezember 1956 konnte er in Oberstdorf mit dem 5. Platz sein bestes Einzelresultat erzielen. Zur Vierschanzentournee 1959/60 trat Däscher noch einmal in Oberstdorf und Innsbruck an und beendete die Springen auf dem 14. und dem 11. Platz. Seine aktive Skisprungkarriere beendete er mit dem Start bei den Olympischen Winterspielen 1960 in Squaw Valley. Dort erreichte er von der Normalschanze den 20. Platz.
Däscher wurde im Laufe seiner Karriere neun Mal Schweizer Meister.
Däscher war auch durch die Entwicklung der sogenannten Däscher-Technik bekannt. In den 1950er Jahren entwickelte er die sogenannte Kongsberg-Technik dahingehend weiter, dass die Arme statt gestreckt nach vorn, hinten in Richtung der Beine am Körper angelegt werden. Diese Technik war der Standard im Skispringen bis zur Entwicklung des V-Stils durch Jan Boklöv 1985.
Andreas Däscher war der Sohn von Hans Däscher, einem Wegmacher in Davos und Ursina Däscher. Beruflich war Däscher jahrelang selbstständiger Sanitär- und Heizungsmonteur in Meilen. Sein Bruder Hans Däscher war auch Skispringer. Andreas Däscher war mit Nerina Mottolini verheiratet. Er hatte einen Sohn und zwei Töchter. Er starb am 4. August 2023 im Alter von 96 Jahren in einem Alterszentrum in Meilen.

## Statistik

### Vierschanzentournee-Platzierungen
| Saison  | Platz | Punkte |
| ------- | ----- | ------ |
| 1954/55 | 28.   | 194,7  |
| 1956/57 | 52.   | 218,5  |
| 1959/60 | 37.   | 414,5  |